# Parafia św. Jana Chrzciciela w Jaroszowie
Parafia św. Jana Chrzciciela w Jaroszowie znajduje się w dekanacie strzegomskim w diecezji świdnickiej. Była erygowana w 1945 r. Jej proboszczem jest ks. Marek Krysiak.